# Valerie Sophie Körfer
Valerie Sophie Körfer (* 2. November 1998 in Celle) ist eine deutsche Schauspielerin.

## Herkunft und Ausbildung
Valerie Sophie Körfer wuchs als Tochter einer Bürokauffrau und eines Beamten in Celle auf und besuchte dort sowohl die Grundschule als auch das Hölty-Gymnasium, an dem sie 2016 ihr Abitur absolvierte. Im Anschluss daran studierte sie von 2018 bis 2022 an der Hochschule für Schauspielkunst Ernst Busch in Berlin. Während ihrer Ausbildung an der Schauspielschule erlernte sie neben Stepptanz, Tanz, Gesang und Aikido auch das Fechten und Bogenschießen, sowie Grundkenntnisse im Bühnenkampf. Auch das Reiten gehörte zu ihren Hobbys.

## Leben und Privates
Valerie Sophie Körfer gibt an sich vegetarisch zu ernähren. Sie spielt Saxophon und wohnt in Berlin.

## Karriere
Nach ihrem Abitur arbeitete Valerie Sophie Körfer als Regieassistentin an verschiedenen deutschen Theatern. Darauf folgten erste Engagements am Schlosstheater Celle und im Rahmen des TheaterNatur Festivals im Harz. Hier übernahm sie ihre erste Hauptrolle in Frank Wedekinds Frühlingserwachen und spielte die Wendla Bergmann. Inszeniert wurde das Stück von Catharina May. Parallel dazu sammelte sie Erfahrung im Bereich der Slam-Poetry und trat im Zuge dessen bei den Landesmeisterschaften im Poetryslam u20 für Bremen/Niedersachsen an, bei denen sie den 5. Platz belegte. Anschließend erfolgte ein Vorsprechen an der Hochschule für Schauspielkunst Ernst Busch und das dortige Studium.
Bereits während des Studiums folgten erste Rollen in Film und Fernsehen. Ihr on-screen Debüt gab Valerie Sophie Körfer 2020 mit der Hauptrolle in Das Märchen vom Goldenen Taler an der Seite von Dominique Horwitz und Justus Czaja. Die Regie hatte Cüneyt Kaya. Das Märchen wurde 2021 für den Grimme-Preis in der Kategorie Spezial für die überzeugenden Frauenrollen nominiert.
Daraufhin folgten weitere Rollen in bekannten Fernsehformaten wie Ein Starkes Team oder In Aller Freundschaft – Die Jungen Ärzte. Auch für den dreiteiligen deutschen Fernsehfilm Ku’damm 63 stand sie 2020 unter der Regie von Sabine Bernardi vor der Kamera.
Valerie Sophie Körfer spricht fließend Englisch und gibt an, ein gutes Ohr für Akzente zu haben, weshalb sie neben deutschen Castings auch vermehrt an internationalen Castings teilnimmt.

## Filmografie (Auswahl)
- 2020: Das Märchen vom goldenen Taler (Fernsehfilm)
- 2021: Ku’damm 63 (Miniserie, 1 Folge)
- 2022: In aller Freundschaft – Die jungen Ärzte (Fernsehserie, 1 Folge)
- 2022: In Wahrheit – Unter Wasser (Fernsehfilm)
- 2022: Love Addicts (Fernsehserie, 1 Folge)
- 2023: Triff … (Fernsehserie, 1 Folge)
- 2023: Ein starkes Team – Im Namen des Volkes (Fernsehserie)
- 2024: Beasts Like Us (Fernsehserie, 8 Folgen)
- 2024: Neuer Wind im Alten Land: Gestrandet (Fernsehfilmreihe)
- 2025: Tierärztin Dr. Mertens (Fernsehserie, zwei Folgen)

## Theater
- 2017: Figaros Hochzeit am Schlosstheater Celle; Regie: Andreas Döhring
- 2018: Die Ratten am Schlosstheater Celle; Regie: Catharina May
- 2018: Frühlingserwachen beim TheaterNatur Festival; Regie: Catharina May

## Auszeichnungen und Nominierungen
- 2021: Nominierung für den Grimme-Preis in der Kategorie Spezial für die überzeugenden Frauenfiguren in Das Märchen vom Goldenen Taler[14]